# Тін-поп
Тін-поп (англ. teen pop) — піджанр попмузики, створений та розповсюджуваний серед підлітків. Має ознаки різних музичних жанрів, таких як поп, танцювальна музика, R&B, хіп-хоп та рок.

## Історія
Початок 1960-х років був відомий як «Золота Доба» для попідолів тінейджерів, таких як Пол Анка, Фабіан та Френкі Авалон. Перша головна хвиля тін-попу припала на середину — кінець 1980-х та була пов'язана з іменами артистів Деббі Гібсон, Тіффані та гуртом New Kids on the Block. На початку 1990-х був домінантним, доки грандж та гангста-реп не почали перехоплювати хвилю у тін-попу в Північній Америці десь в кінці 1991 року. Протягом цього періоду тін-поп залишався популярним у Великій Британії поряд з бой-бендом Take That, поки в середині 1990-х брит-поп став наступною великою хвилею в країні, затьмаривши стиль подібно тому, як це ж саме зробив грандж у Північній Америці.